# Кладбище «Арибурну»
Кладбище «Арибурну» (англ. Ari Burnu Cemetery) — воинское кладбище комиссии Содружества наций по уходу за военными захоронениями расположенное в районе бухты Анзак, на Галлипольском полуострове. На нём покоятся останки солдат Антанты погибших в Дарданелльской операции.

## Описание
25 апреля 1915 года австралийские и новозеландские части десантировались в секторе бухты Анзак. Началась длительная 8-месячная военная кампания. Мыс Арибурну ограничивает бухту Анзак с севера. Это место с самого начала было в эпицентре боёв в секторе, поэтому хоронить погибших в этом месте стали с самого начала кампании. Впоследствии, уже после войны, в 1926 — 1927 годах, было принято решение перенести сюда захоронения из одиночных могил с окрестных полей сражений, останки 11 военнослужащих с англо-французского кладбища «Килид-Бар» (с восточной части Галлипольского полуострова), трёх с Консульского кладбища в Галлиполи, ещё несколько с греческих кладбищ в Бигхе и Маидосе.
Сегодня некрополь расположен на берегу моря, у подножья холма плато Плагги, и занимает территорию сложной трапециевидной формы общей площадью 1824 м². По бокам он обрамлён зарослями кустарниковых насаждений, заднюю границу составляет гряда деревьев. Своей восточной частью кладбище прижато к морю, вход обращён на юго-восток. Из 252 погребённых здесь военнослужащих 42 опознано не было. Имеется 35 индивидуальных могил новозеландских солдат, 151 австралийца, 27 британцев, четырёх индусов—солдат Британской Индийской армии (опознано — 3), одного рабочего из Мальтийского строительного корпуса и 5 надгробных камней с именами погибших, чьи останки, как считается, погребены в братской могиле.